# Musée autrichien des arts et traditions populaires
Le Musée autrichien des arts et traditions populaires (allemand : Volkskundemuseum Wien) est le plus grand musée autrichien dédié au savoir populaire traditionnel.

## Situation
Il est situé au 15-19 de la Laudongasse, dans le 8e arrondissement de Vienne, dans le palais Schönborn. 

## Galerie

Objets conservés par le musée
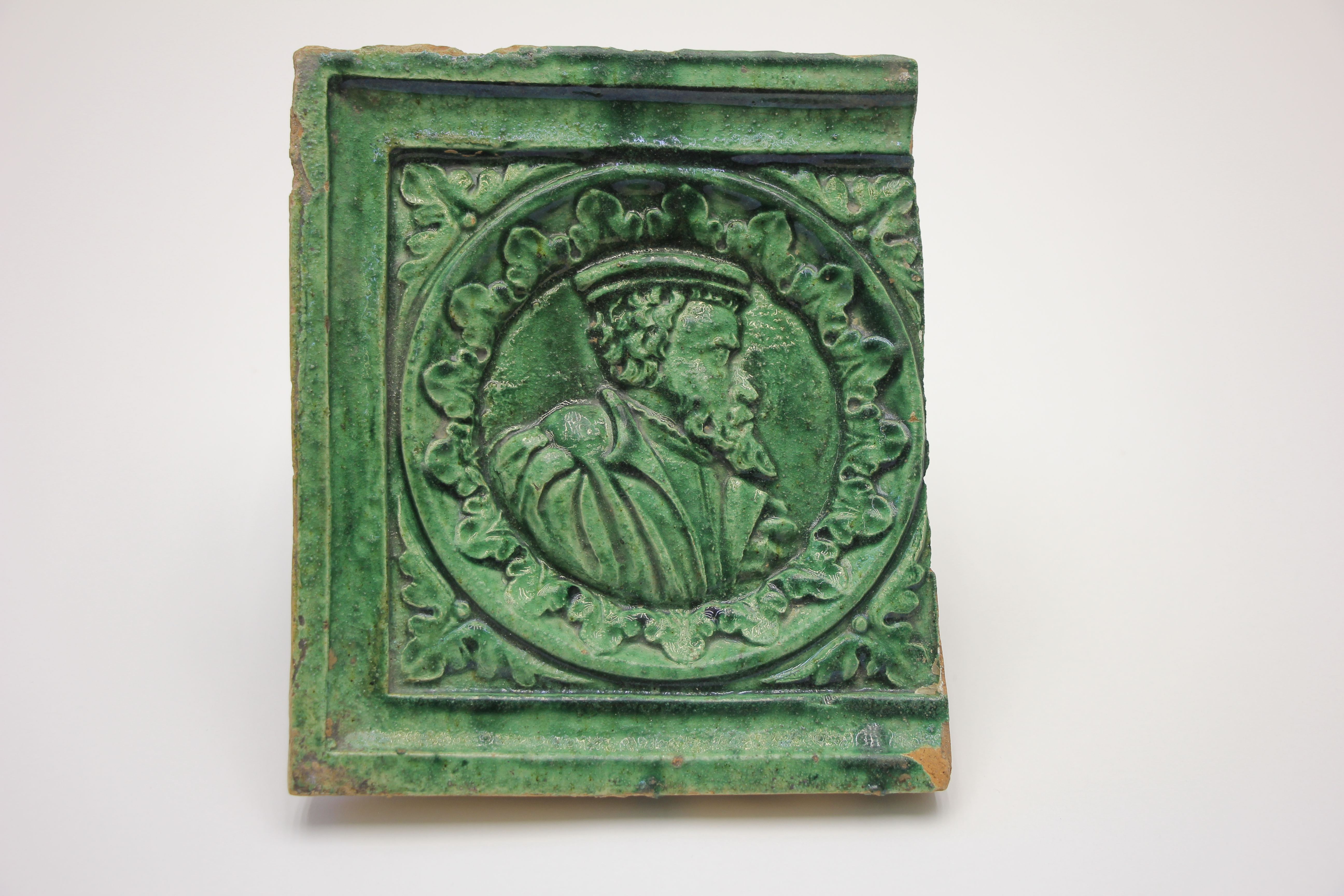
Carreau de poêle avec portrait de l'empereur Charles V, probablement en Haute-Autriche, années 1520
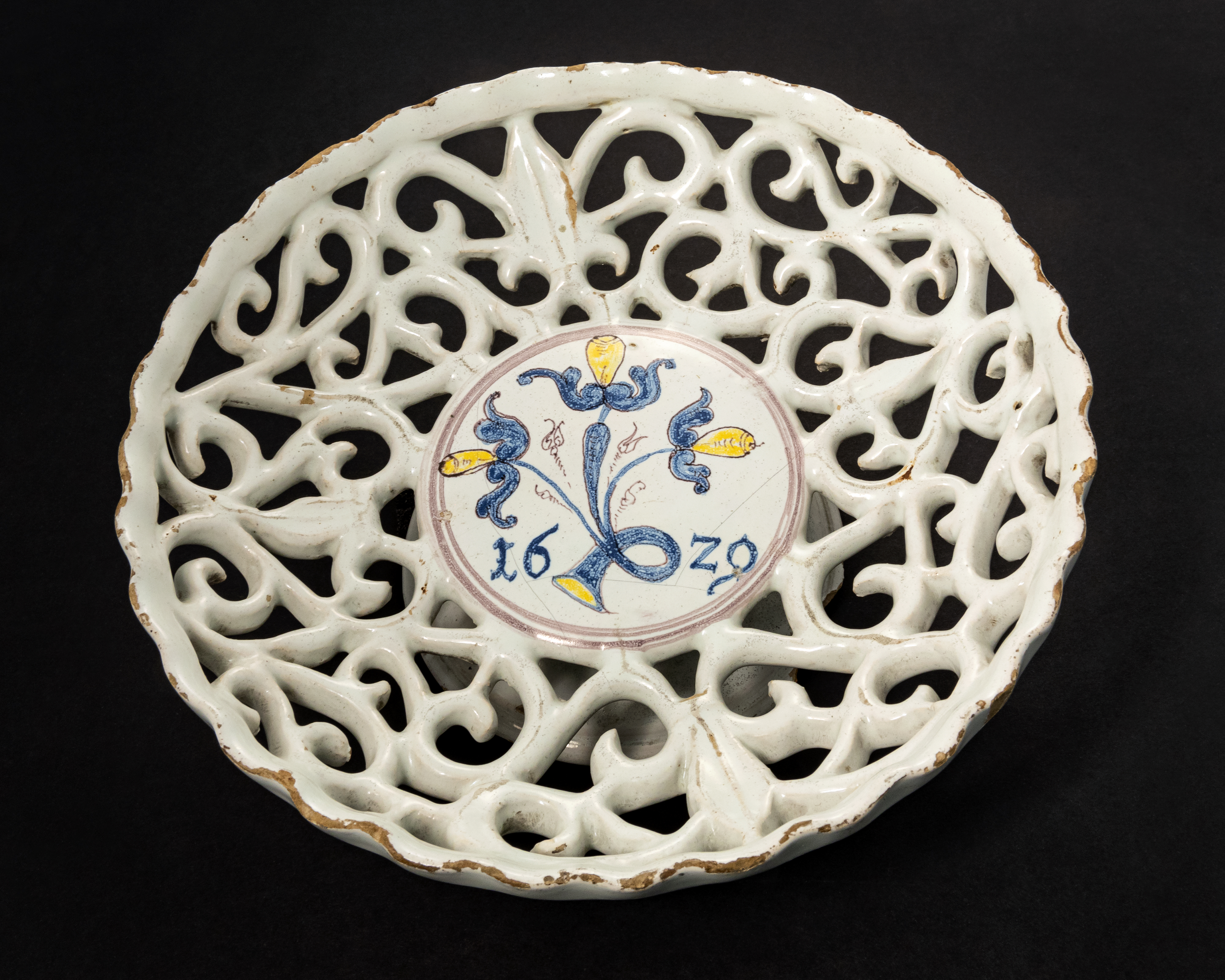
Coupe à pied (environ 7 cm de haut, 20 cm de diamètre), en faïence ajourée à glaçure au dioxyde d'étain en forme de vigne, produite en 1629 dans l'ouest de la Slovaquie/Moravie (peut-être à Sobotište), l'une des plus anciennes œuvres connues des Haban (de).
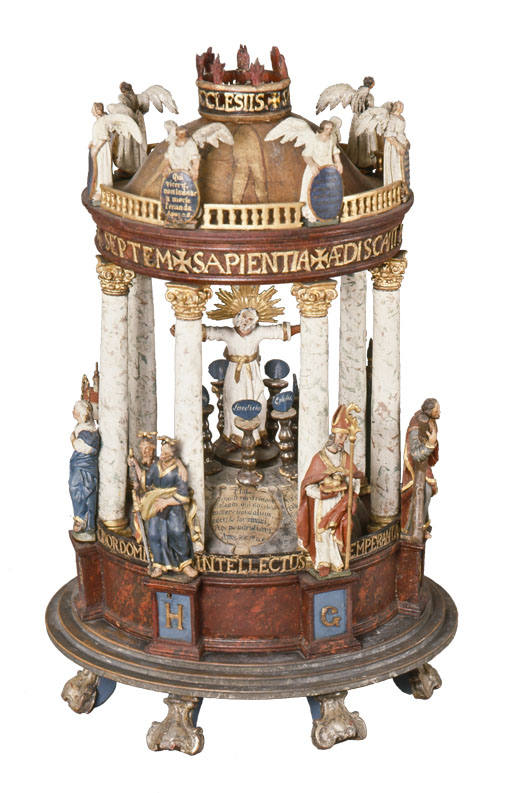
Temple du Fils de l'Homme, vers 1700, XVIIIe siècle
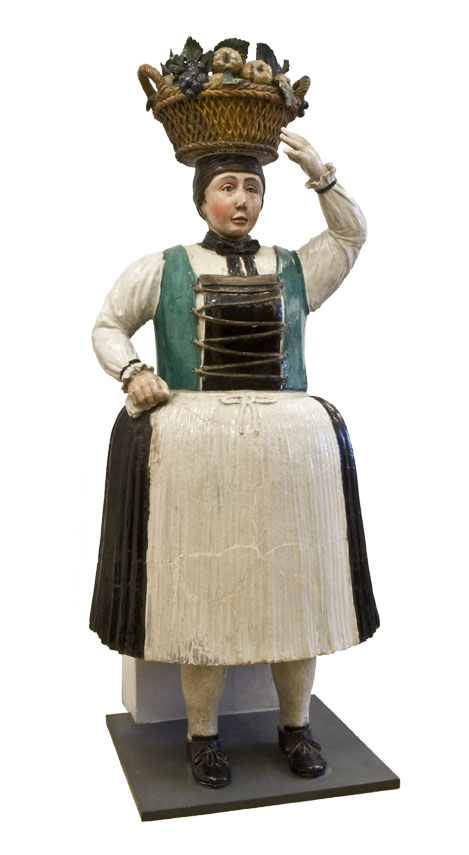
Origine : Münzbach, XVIIIe siècle
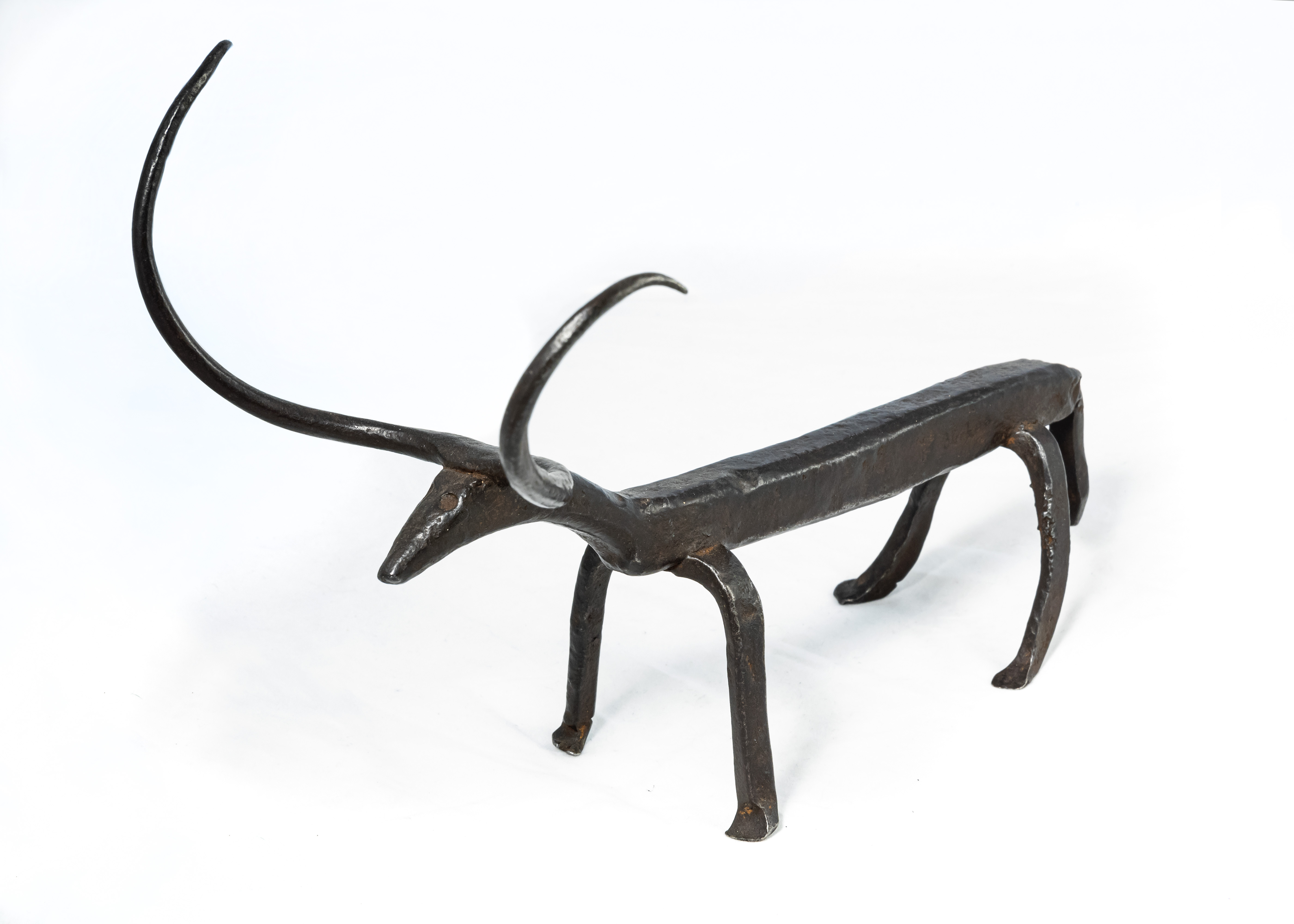
Représentation d'un taureau en guise d'offrande votive (XIXe siècle) provenant de la vallée d'Enns en Styrie
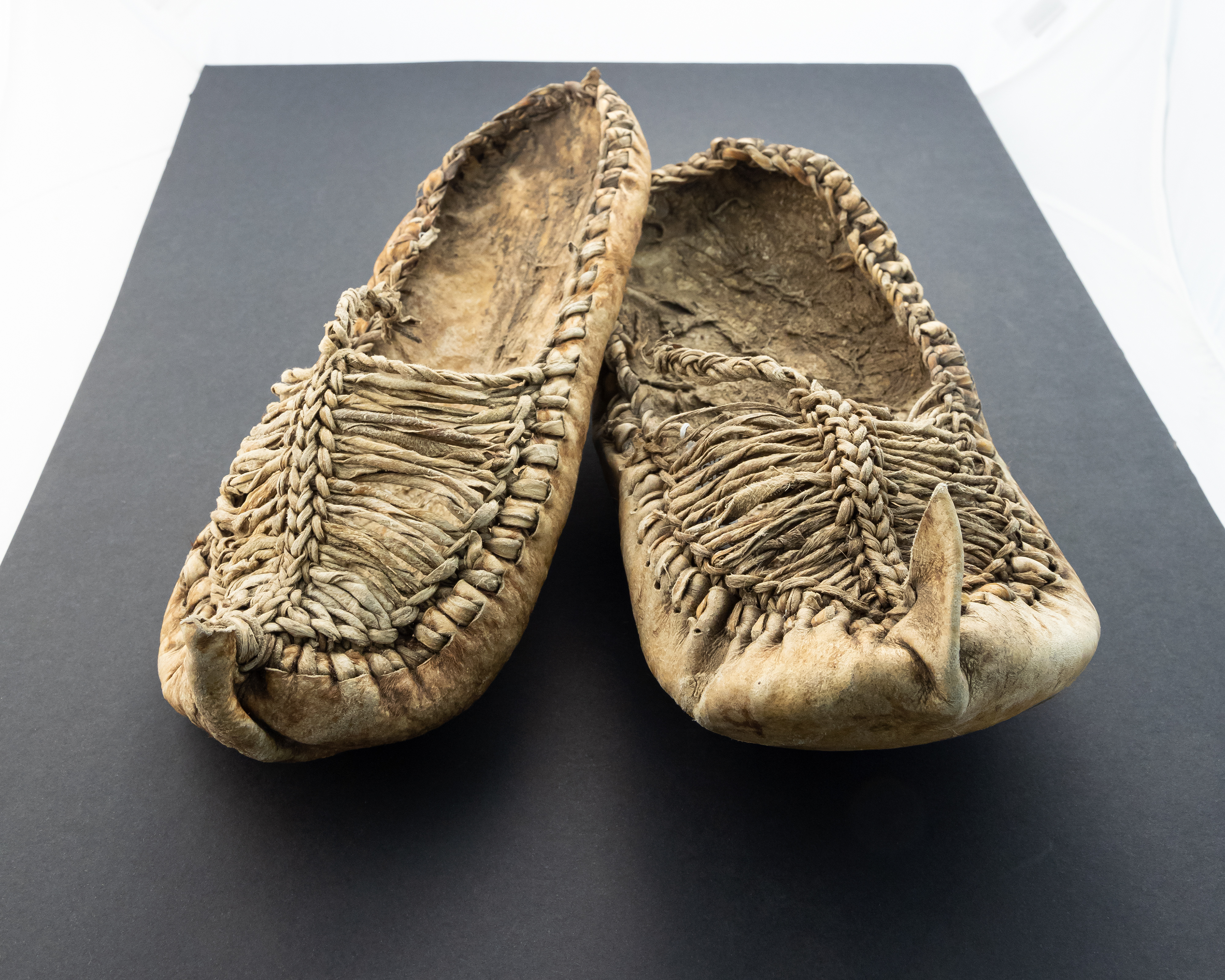
Opanak (en)
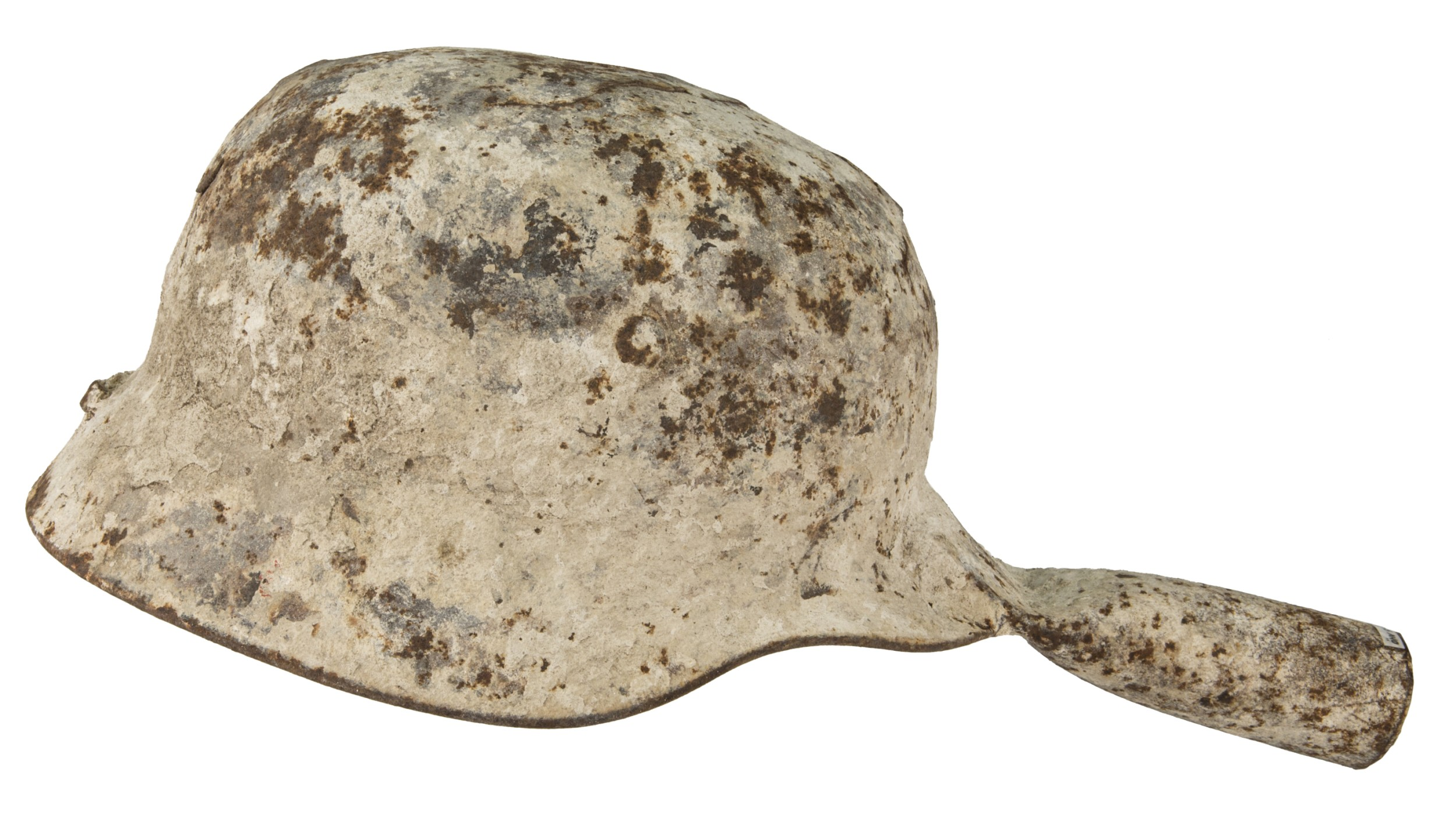
Casque de la Wehrmacht, transformé en pelle de mortier